# Regionen des Kantons Neuenburg

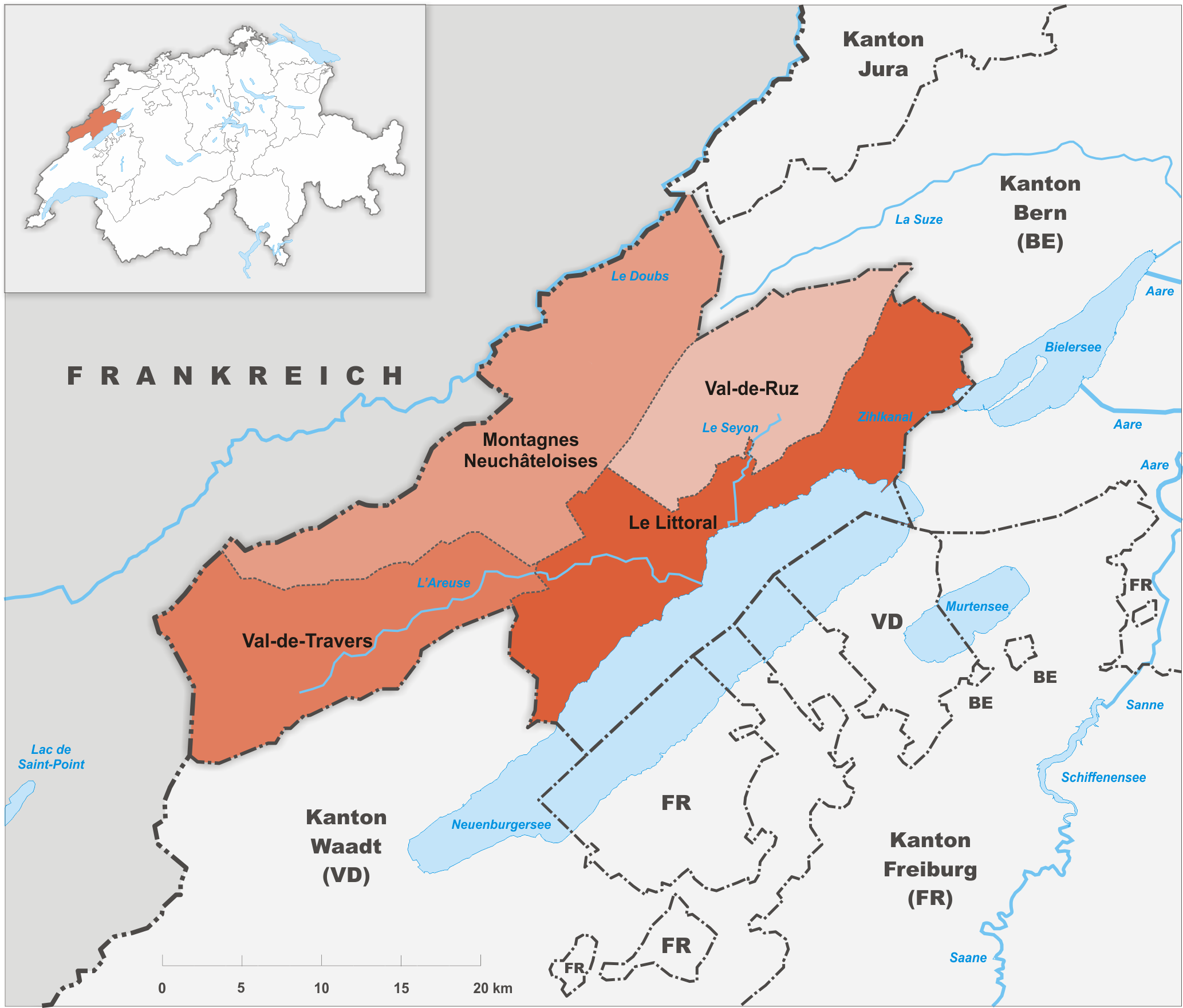
Regionen Kanton Neuenburg ab 1. Januar 2018

Die Regionen des Kantons Neuenburg, Schweiz, dienen seit dem 1. Januar 2018 statistischen Zwecken und als Wahlregionen für das Kantonsparlament, den Grossen Rat (frz. Grand Conseil). Die vier Regionen bilden zwar zusammen einen einzigen Wahlkreis, garantieren aber den verschiedenen Teilen des Kantons eine ihnen bevölkerungsmässig zustehende Anzahl der Parlamentssitze. Sie dienen keinen administrativen Zwecken und ersetzen damit nicht die per 31. Dezember 2017 aufgelösten sechs Bezirke des Kantons.

## Hintergrund
Im Rahmen der Abstimmung über die «Reform der Institutionen» stimmten die Neuenburger am 24. September 2017 mit fast 58 % unter anderem auch für die Abschaffung der sechs Bezirke des Kantons und die Schaffung eines einzigen Wahlkreises. Die sechs Bezirke wurden per 31. Dezember 2017 aufgelöst, aber die vier bereits bestehenden Regionen bleiben erhalten und werden neu ab 1. Januar 2018 zur statistischen Zwischenstufe des Kantons und zu einer Messgrösse, die für jede Region eine Mindestzahl von Sitzen im Grossen Rat garantiert.

«Die Reform trägt weitgehend der Notwendigkeit Rechnung, die Einheit des Kantons zu gewährleisten, indem die regionalen Besonderheiten respektiert und fair behandelt werden. Ein vereinigter Kanton, aber stark in seinen Unterschieden. Dies ist der Sinn der Einführung des Begriffs der Wahlregionen (Littoral, Montagnes, Val-de-Ruz, Val-de-Travers) in die Gesetzgebung. Sie ersetzen weder Bezirke noch haben sie den Status einer Gebietsaufteilung. Aber sie garantieren eine Mindestvertretung jeder Person im Grossen Rat (das entspricht der Hälfte der Sitze, die sie auf der Grundlage einer proportionalen Verteilung erhalten würde), mit einem System garantierter Sitze (mindestens vier), unabhängig von der künftigen Bevölkerungsentwicklung.»

## Wahlregionen ab 1. Januar 2018
| Region ab 1. Januar 2018 | BFS-Nr. | Anzahl Gemeinden | Einwohner (31. Dezember 2023) | Fläche in km² | Hauptort  |
| ------------------------ | ------- | ---------------- | ----------------------------- | ------------- | --------- |
| Littoral                 | 2407    | 16               | 95'964                        | 185,59        | –         |
| Montagnes                | 2410    | 10               | 51'496                        | 236,64        | –         |
| Val-de-Ruz               | 2408    | 2                | 17'410                        | 128,02        | –         |
| Val-de-Travers           | 2409    | 3                | 11'701                        | 166,47        | –         |
| Total Kanton (4)         |         | 31               | 178'291                       | 716,72*       | Neuenburg |

* Ohne Seeanteile von Neuenburgersee und Bielersee